# Christiaan Brunner
Christiaan Johan Henri Brunner (Roermond, 18 april 1929 – Glimmen, 15 september 2007) was hoogleraar privaatrecht van 1973 tot 1998 aan de Rijksuniversiteit Groningen. Hij was een van de laatsten die zonder doctorstitel tot hoogleraar benoemd werd. Voor zijn hoogleraarschap was hij advocaat te Rotterdam, onder meer werkzaam in de maritieme praktijk.
Chris Brunner heeft veel vakliteratuur geschreven op het gebied van het burgerlijk recht en hij heeft ook bijgedragen aan de herziening van het Burgerlijk Wetboek die in 1992 een feit werd. Als vast annotator van het vakblad Nederlandse Jurisprudentie voorzag hij  veel uitspraken, waaronder het Haviltex-arrest, van noten onder de initialen CJHB. Ter gelegenheid van zijn vijfenzestigste verjaardag werd hem de Brunner-bundel (1994) aangeboden. 
Naast zijn werk als rechtsgeleerde was hij landelijk actief voor de Partij van de Arbeid. Daarnaast was hij lid van diverse adviescommissies en Staatscommissies en in 1988-1989 voorzitter van de Nederlandse Juristen-Vereniging.
Op 29 april 1999 – toen hij al met emeritaat was – werd hij door de toenmalige burgemeester Nies Gerritsma geridderd in zijn toenmalige woonplaats Glimmen. 
Brunner overleed op 15 september 2007 en ligt begraven in Noordlaren.